# Alfonso Barrantes
Alfonso Barrantes Lingán (Cajamarca, 27 novembre 1927 – L'Avana, 2 dicembre 2000) è stato un politico peruviano.

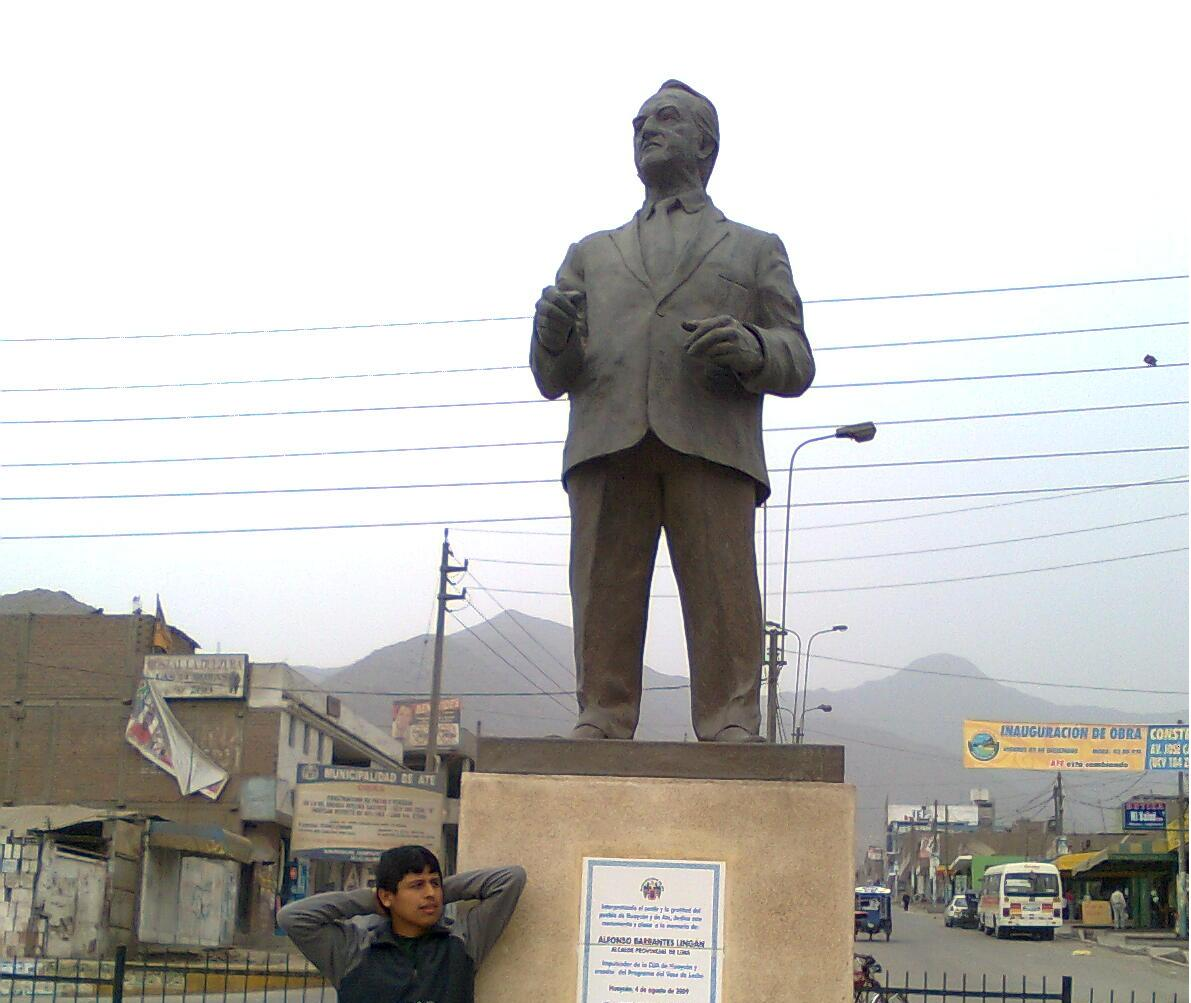
Monumento alla sua memoria a Huaycán

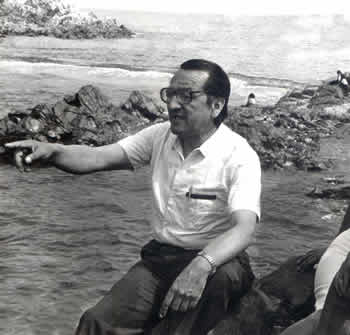

Laureatosi in Giurisprudenza alla Universidad Nacional Mayor de San Marcos, è stato sindaco di Lima dal 1984 al 1986.